# علم هاواي

علم ولاية هاواي

علم هاواي هو العلم الرسمي لولاية هاواي التابعة للولايات المتحدة الأمريكية. وقد استخدم نفس العلم مملكة هاواي ومحمية هاواي وجمهورية هاواي ومستعمرة هاواي. وكذلك هو العلم الوحيد في الولايات المتحدة الذي تأثّر بعلم المملكة المتحدة نظرًا لكون هاواي محميّة بريطانية سابقة فيما بين (1794-1843).

## معرض صور

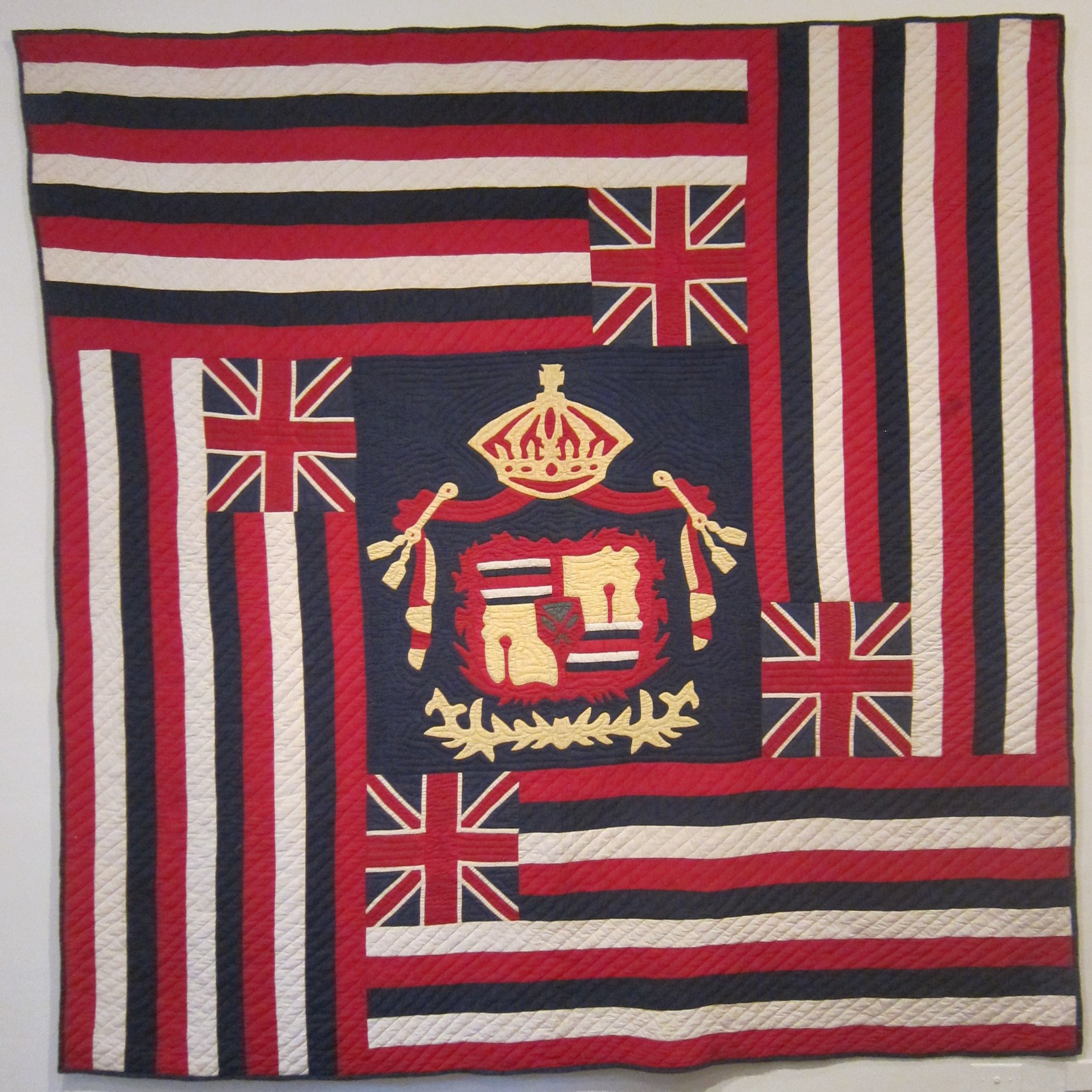
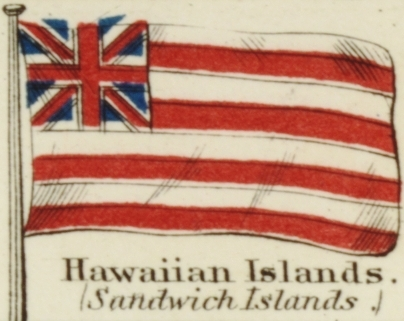

## وصلات خارجية
ويكيبيديا الانجليوية